# Crocota pseudotinctaria
Crocota pseudotinctaria is een vlinder uit de familie spanners (Geometridae). De wetenschappelijke naam is voor het eerst geldig gepubliceerd in 1999 door Leraut.
De soort komt voor in Europa.